# کشتی گردشی باری

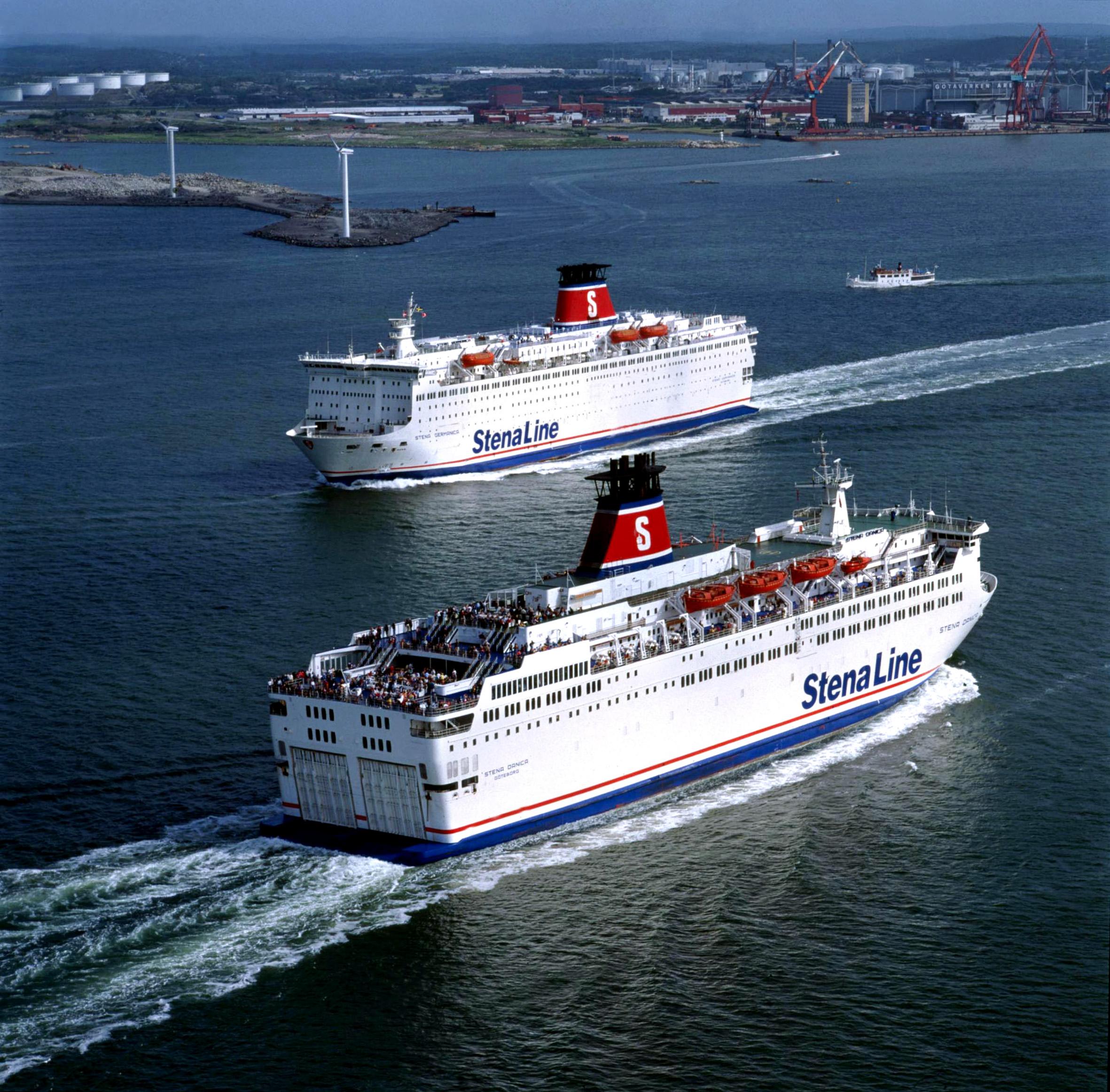
یک نمونه کشتی گردشی‌باری

کشتی گردشی‌باری، شناوری است که ویژگی‌های کشتی گردشی و شناور رو-رو را ترکیب می‌کند. بسیاری از مسافران، برای تجربهٔ سفر دریایی با این کشتی‌ها سفر می‌کنند و تنها چند ساعت در بندر مقصد مانده یا اصلاً کشتی را ترک نمی‌کنند؛ در حالی که برخی دیگر، از این کشتی‌ها به عنوان وسیله حمل‌ونقل استفاده می‌کنند.
ترافیک کشتی‌های گردشی‌باری عمدتاً در دریاهای شمال اروپا، به‌ویژه دریای بالتیک و دریای شمال متمرکز است. بااین‌حال، کشتی‌های مشابهی در کانال مانش و همچنین دریای ایرلند، مدیترانه و حتی در اقیانوس اطلس شمالی تردد می‌کنند.